# 安達商場
安達商場（英語：On Tat Shopping Centre）是香港的一個購物商場，位於九龍秀茂坪安達邨，屬於香港房屋委員會轄下商場，於2016年落成。

## 商場簡介

安達商場全貌

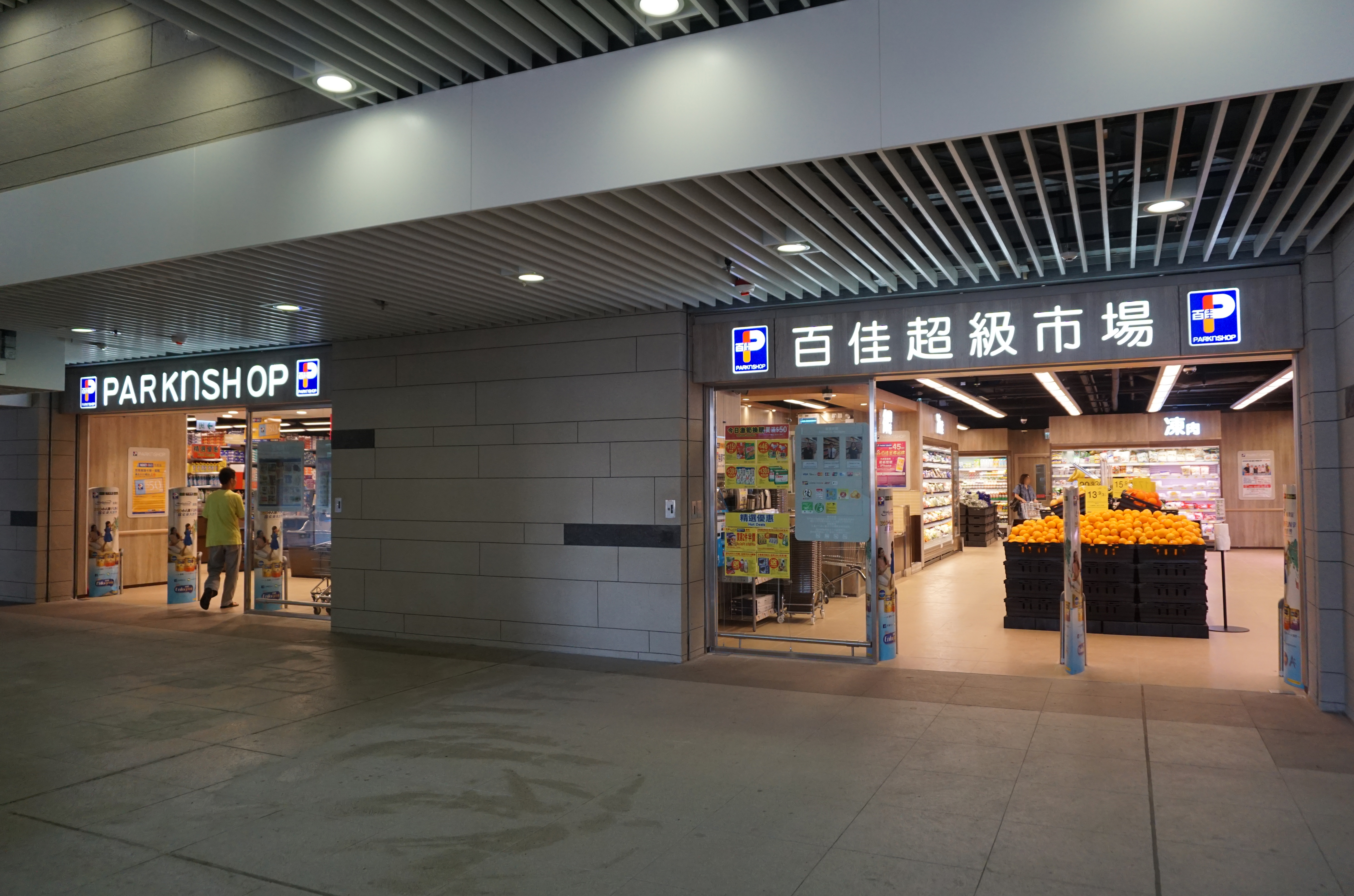
安達商場南翼地下高層

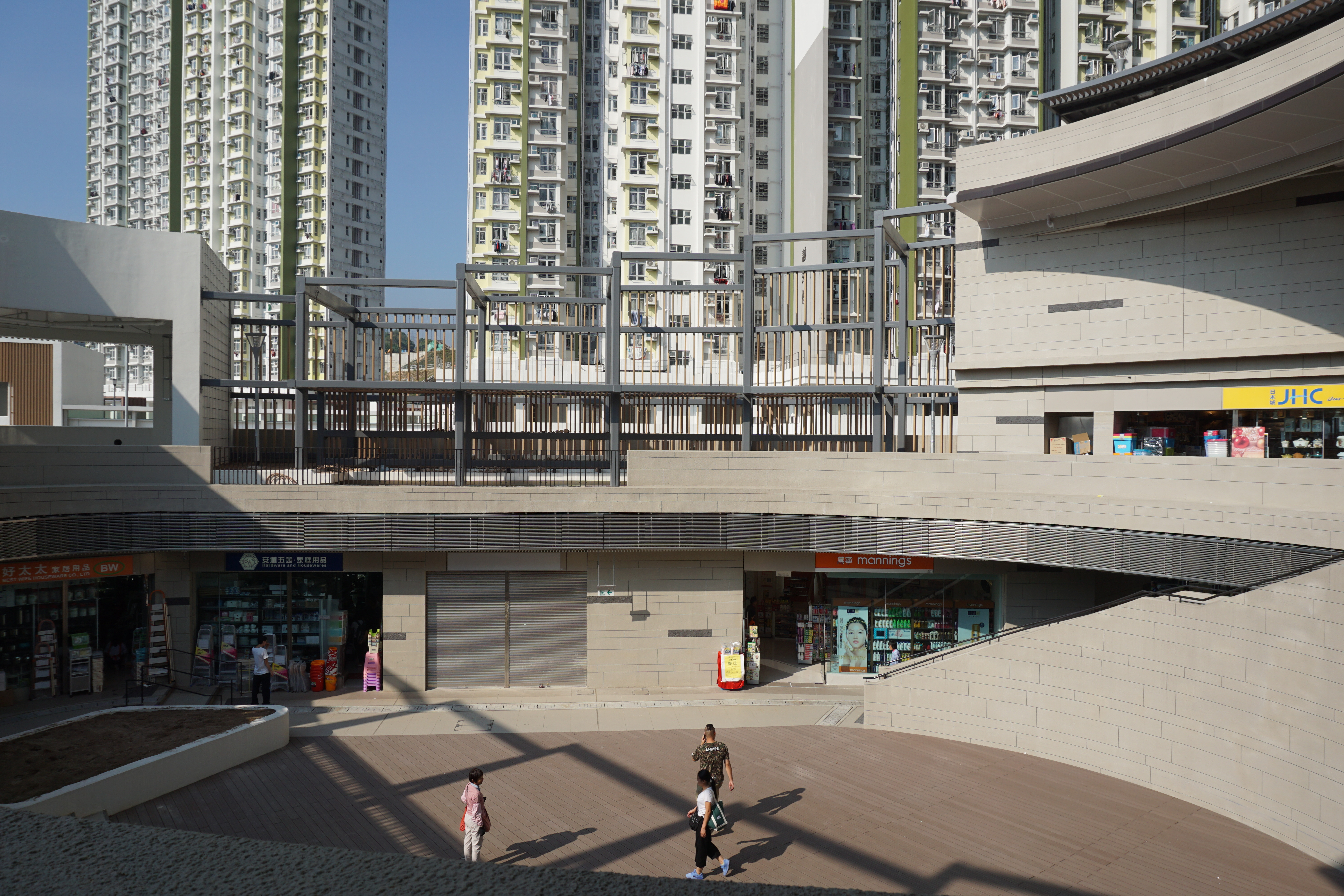
安達商場南翼中庭

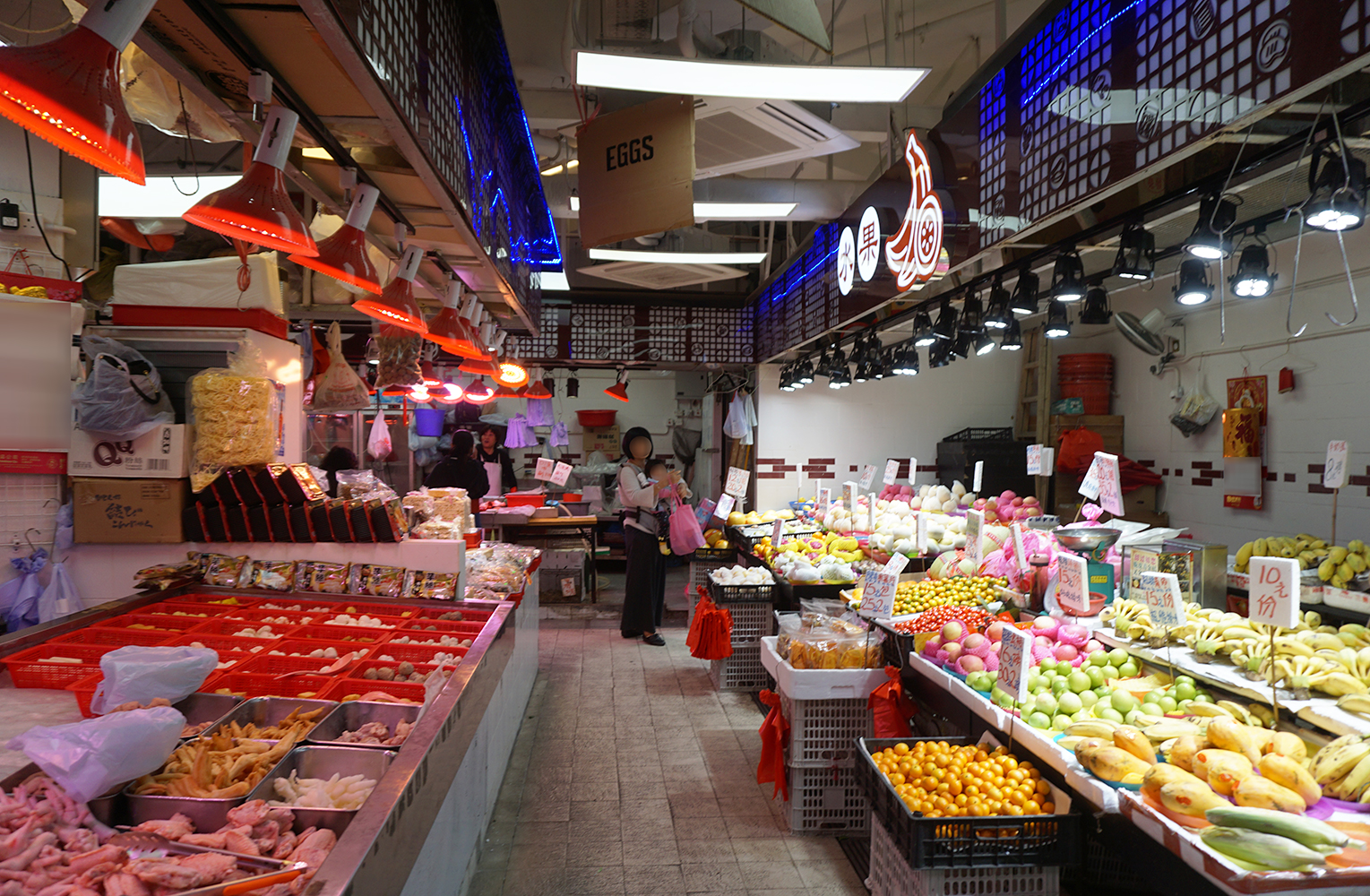
小型街市「和平市集」

安達商場分為兩部份，北翼為面向安秀道、安翠街的獨立建築，設有8個街舖，天台則為綠化空間；而南翼樓高兩層，提供32間商舖。商場總商用面積為4,500平方米，部份商舖為街舖，其分布形式更參考栢麗大道的設計。
商場設有中式酒樓、快餐店、餐廳、超級廣場、便利店、醫務診所、家庭用品、教育及文化中心、製餅店以及其他零售行業。
商場南翼附設停車場，位於一樓和二樓，其上方則為平台，平台之上為安達邨智達樓、禮達樓、善達樓和仁達樓。

## 興建圖片

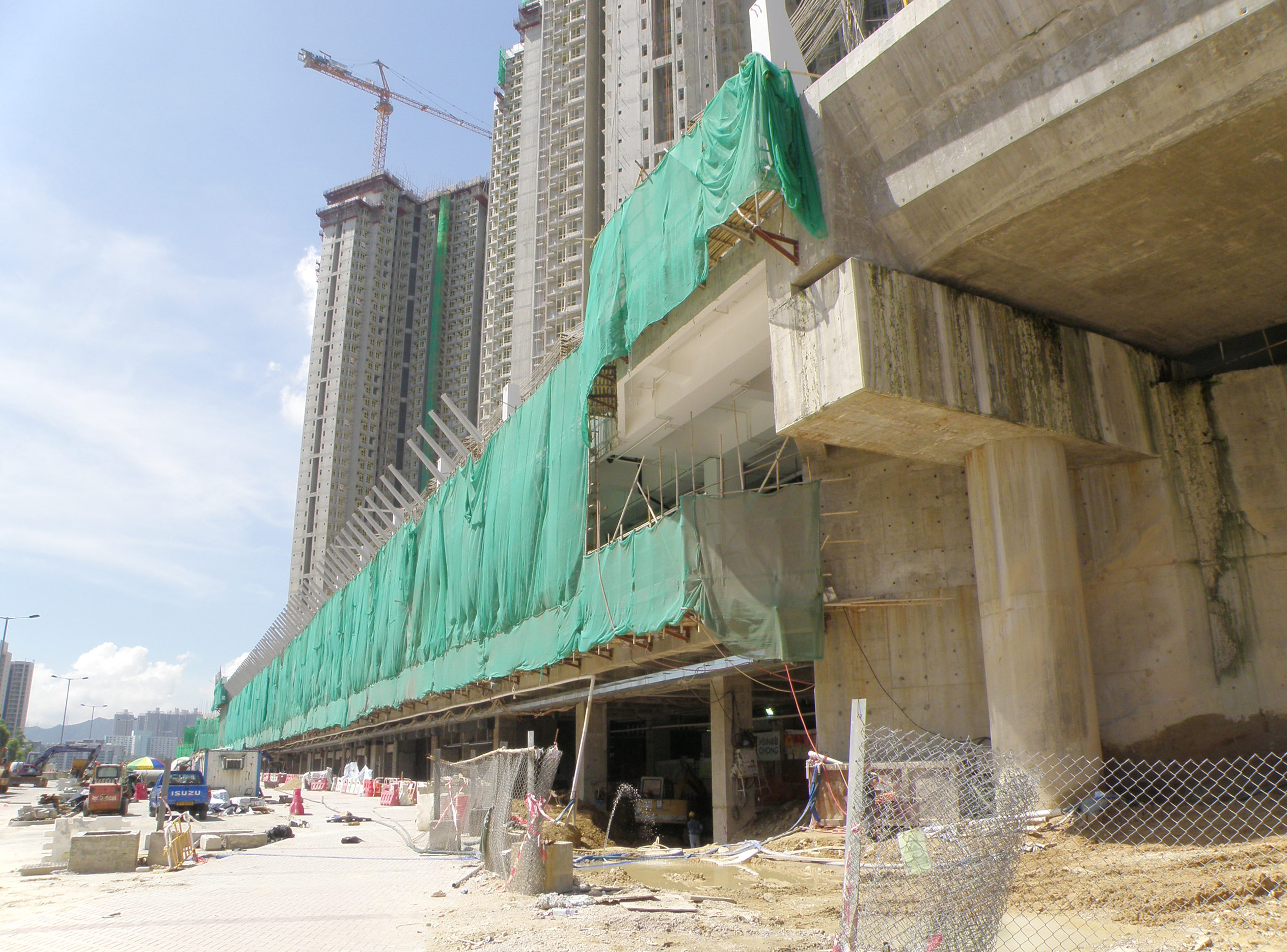
建築中安達商場南翼（2015年8月）
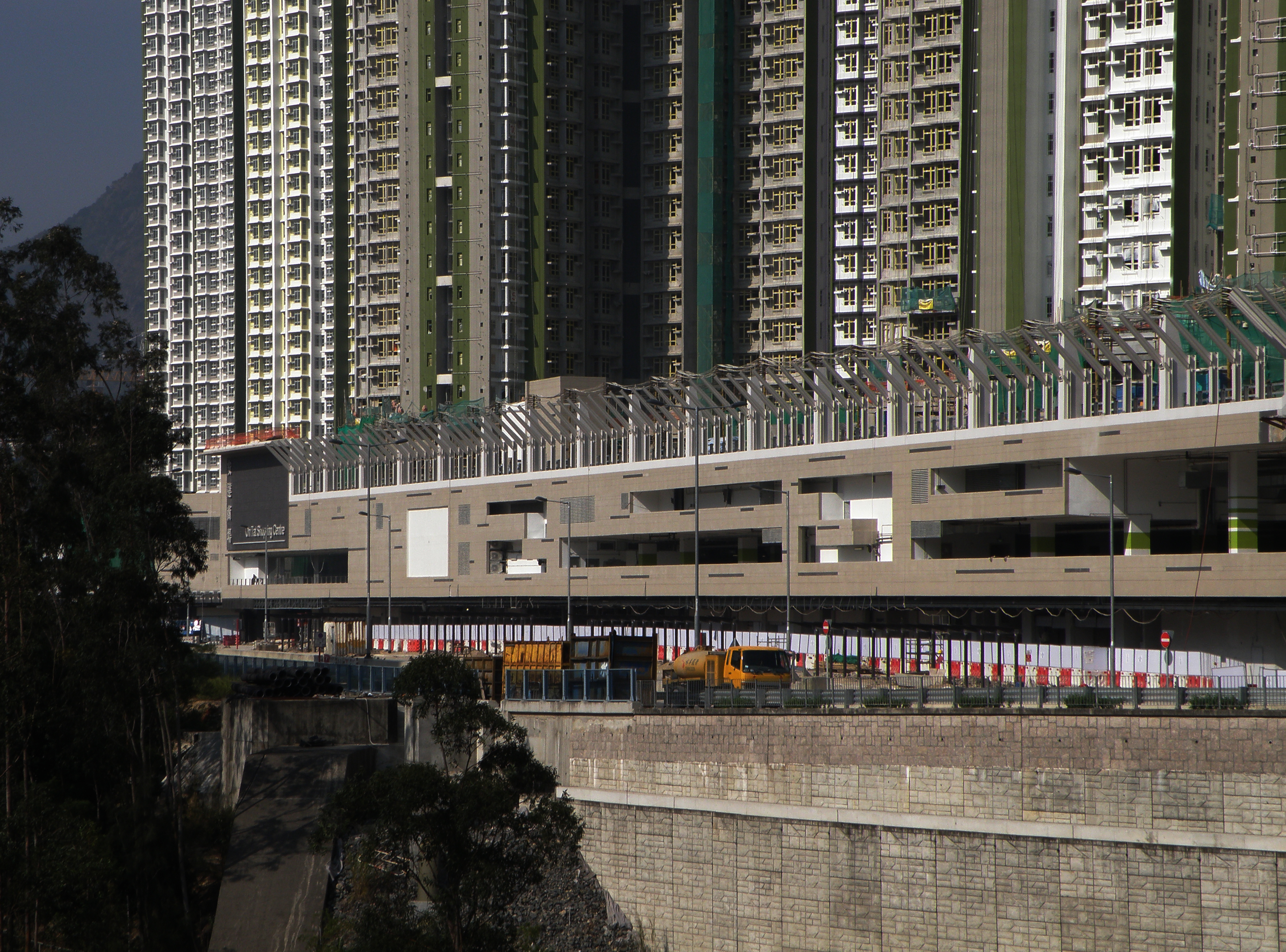
裝修中安達商場南翼（2016年1月）
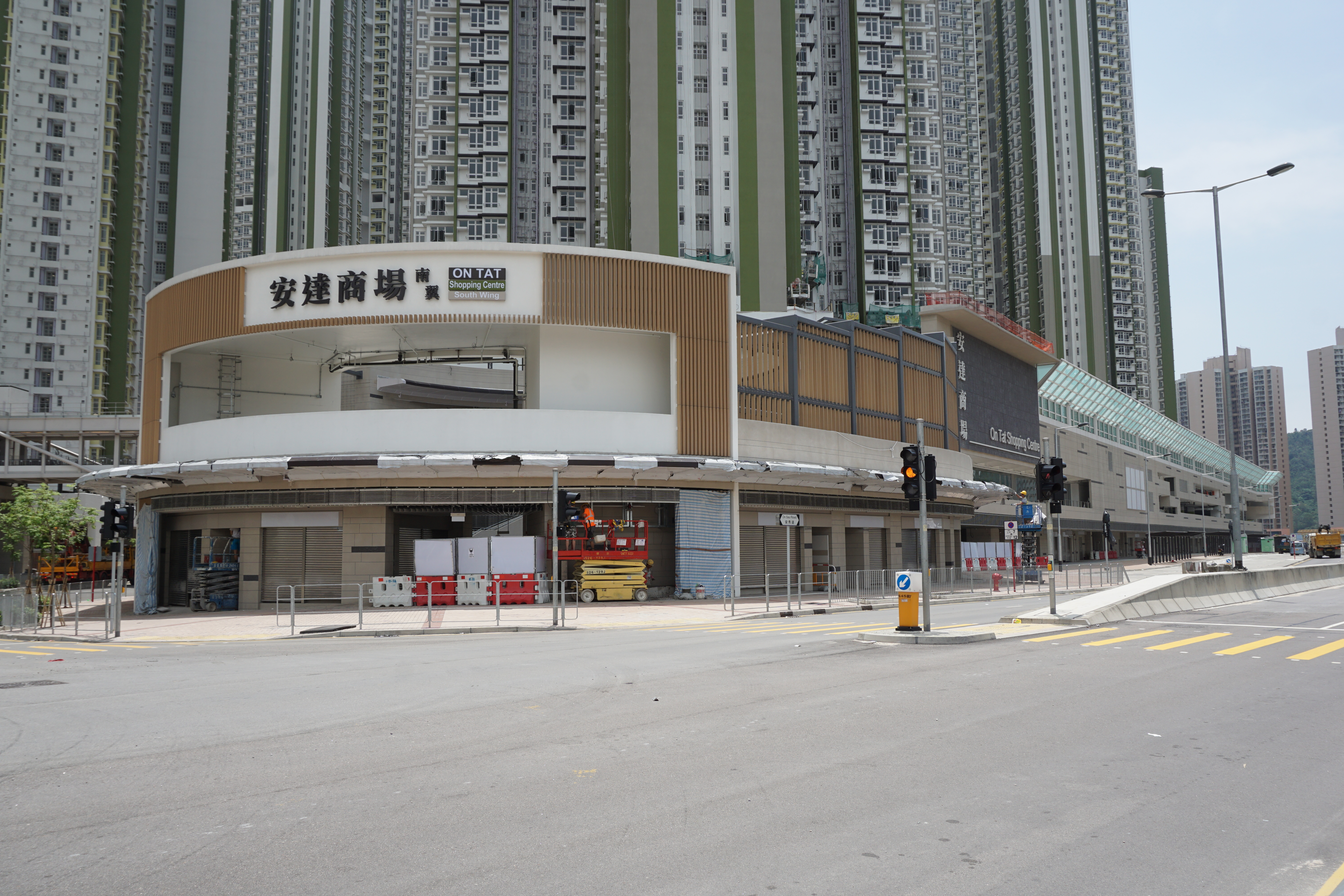
安達商場南翼（2016年5月）
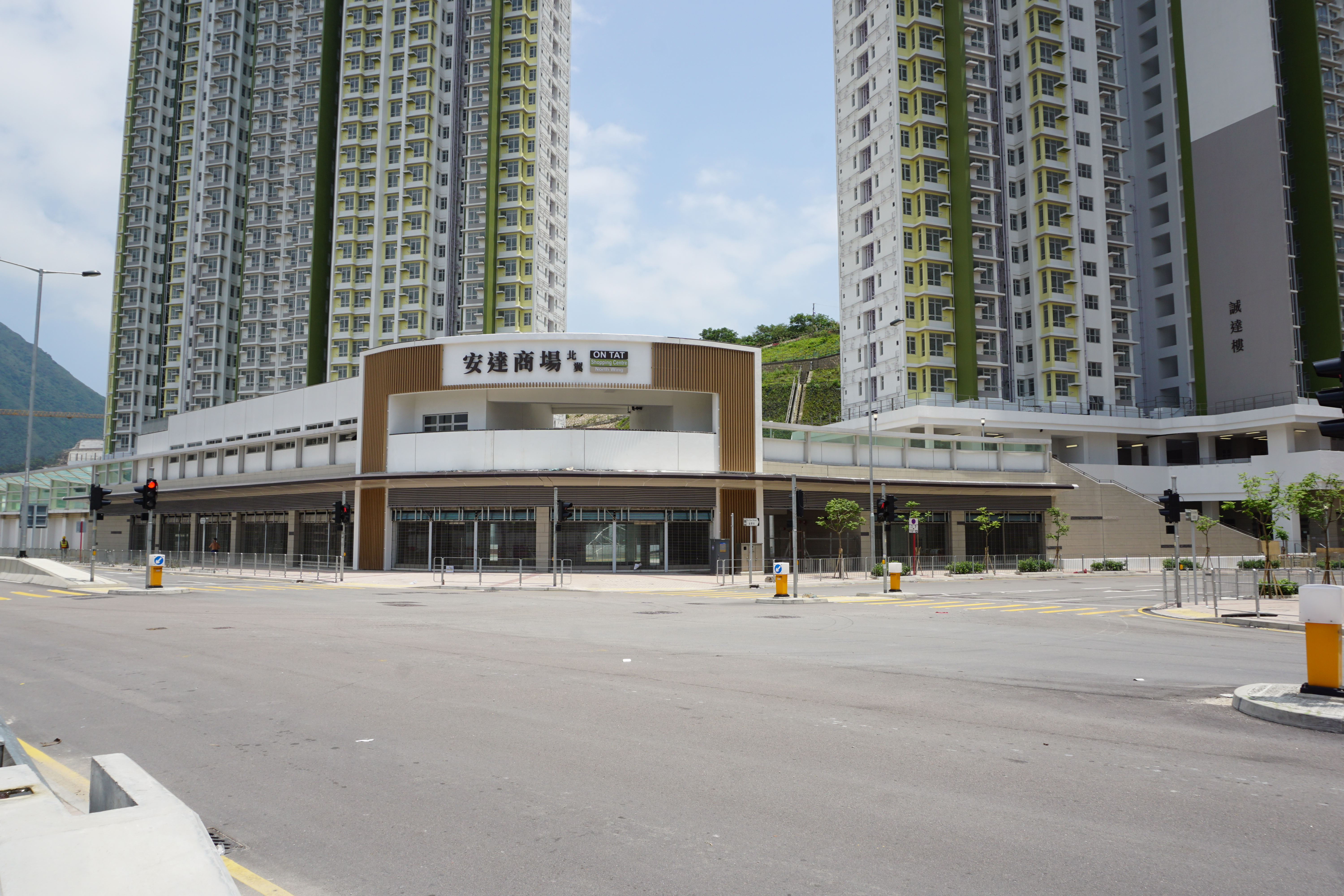
安達商場北翼（2016年5月）
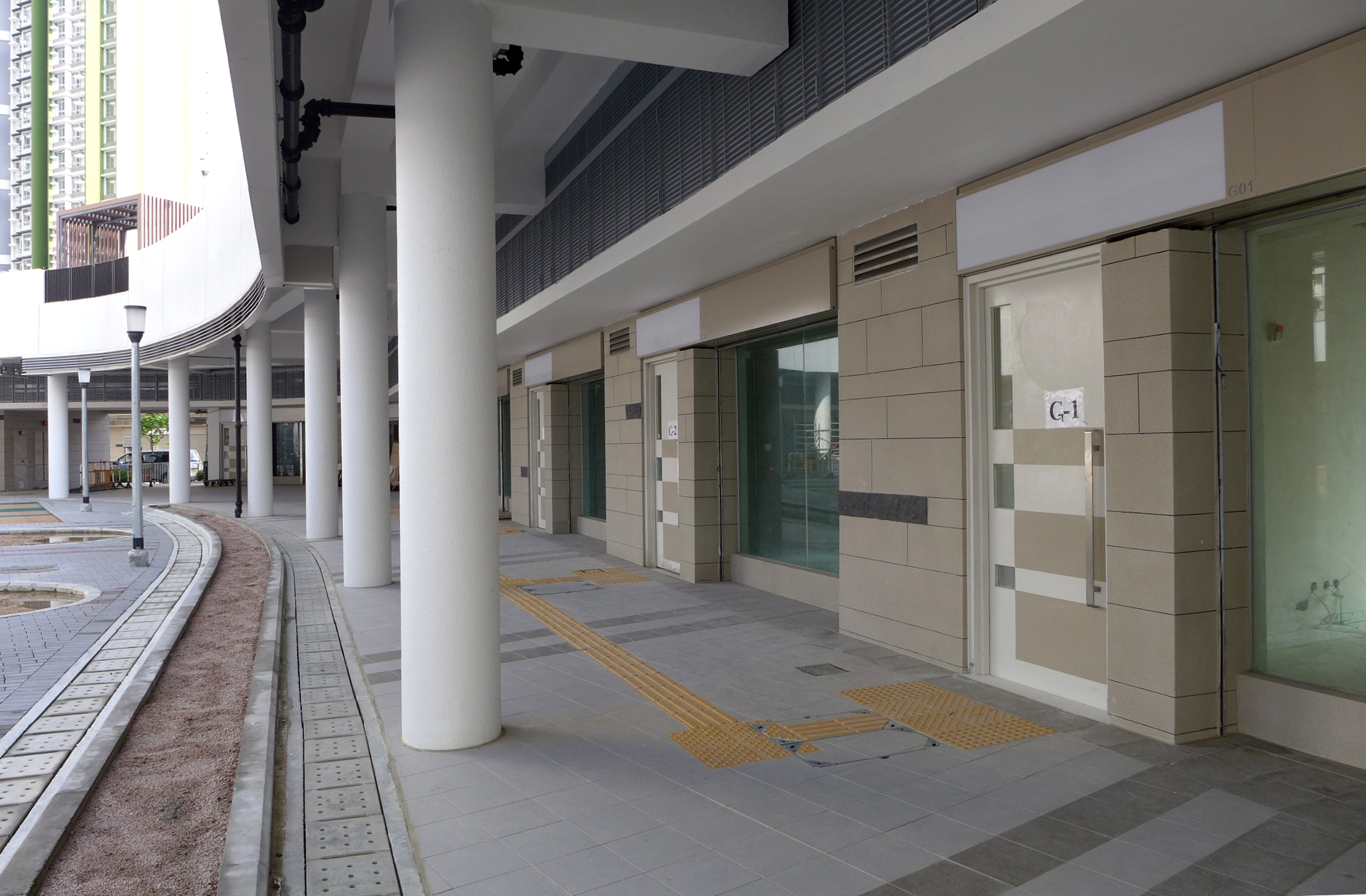
2016年8月，北翼部份舖位仍空置中
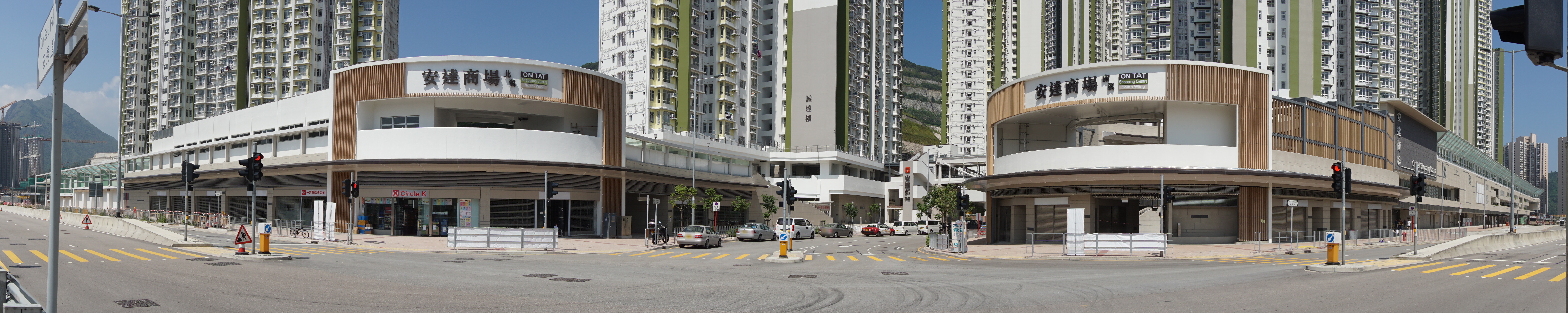
2016年8月，北翼的OK便利店及乾洗店、南翼一間燈飾店率先投入服務

## 商舖
| 北翼            | 北翼      |
| --------------- | --------- |
| 店舖名稱        | 地址      |
| 勵致研習中心    | 地下G08舖 |
| MAMA Hair Salon | 地下G07舖 |
| OK便利店        | 地下G06舖 |
| 一定好乾洗公司  | 地下G05舖 |
| 祐德牙醫診所    | 地下G04舖 |
| 諾健醫務中心    | 地下G03舖 |
|                 | 地下G02舖 |
| 德承堂中醫診所  | 地下G01舖 |

### 南翼
| 南翼 （LG/F）          | 南翼 （LG/F）  | 南翼 （UG/F）             | 南翼 （UG/F）  |
| ---------------------- | -------------- | ------------------------- | -------------- |
| 店舖名稱               | 地址           | 店舖名稱                  | 地址           |
| 德田補習中心           | 地下低層LG01舖 | 青苗琴行                  | 地下高層UG01舖 |
| 萬寧                   | 地下低層LG02舖 | 茶皇殿                    | 地下高層UG02舖 |
| 孖記廚房燒味皇（分店） | 地下低層LG03舖 | 百佳超級市場（835平方米） | 地下高層UG03舖 |
| 榮記五金家品           | 地下低層LG04舖 | 日本城                    | 地下高層UG04舖 |
| 榮記五金家品           | 地下低層LG05舖 |                           |                |
| 美高體育用品           | 地下低層LG06舖 |                           |                |
| 妍肌                   | 地下低層LG07舖 |                           |                |
| 睛之選視光中心         | 地下低層LG08舖 |                           |                |
| 華潤堂                 | 地下低層LG09舖 |                           |                |
| 甜蜜烘焙坊             | 地下低層LG10舖 |                           |                |
| 金源茶餐廳             | 地下低層LG11舖 |                           |                |
| 十勝牛和食料理         | 地下低層LG12舖 |                           |                |
| Living PLAZA by AEON   | 地下低層LG13舖 |                           |                |
| 匯豐銀行               | 地下低層LG14舖 |                           |                |
| 中國銀行（香港）       | 地下低層LG15舖 |                           |                |
| 大家樂                 | 地下低層LG16舖 |                           |                |
| 和平市集               | 地下低層LG17舖 |                           |                |
| 添發食品               | 地下低層LG18舖 |                           |                |
| 7-11便利店             | 地下低層LG19舖 |                           |                |
| 晉榮電器有限公司       | 地下低層LG20舖 |                           |                |
| 順豐速遞               | 地下低層LG21舖 |                           |                |
| 家家の味               | 地下低層LG22舖 |                           |                |
| 安達西藥房             | 地下低層LG23舖 |                           |                |
| JP HOUSE               | 地下低層LG24舖 |                           |                |
| 仁和堂龜苓膏專門店     | 地下低層LG25舖 |                           |                |
|                        | 地下低層LG26舖 |                           |                |
| 印象百味               | 地下低層LG27舖 |                           |                |
| 星星文具、玩具、精品店 | 地下低層LG28舖 |                           |                |

#### 低層地下（LG/F）
- 香港郵政「智郵站」[10]

## 商場設施
商場設有多個WiFi熱點，供商場使用者使用。
|                            | WiFi熱點 | WiFi熱點           |
| -------------------------- | -------- | ------------------ |
|                            | 樓層     | 位置               |
| 南翼地下高層（UG/F）       | UG/F     | UG04舖旁           |
| 南翼地下高層（UG/F）       | UG/F     | UG03舖旁           |
| 南翼地下高層（UG/F）       | UG/F     | UG03舖及UG02舖之間 |
| 南翼地下高層（UG/F）       | UG/F     | 近扶手電梯         |
| \| 南翼地下低層（LG/F） \| | LG/F     | LG02舖旁           |
| \| 南翼地下低層（LG/F） \| | LG/F     | 商場詢問處         |
| \| 南翼地下低層（LG/F） \| | LG/F     | LG10舖旁           |
| \| 南翼地下低層（LG/F） \| | LG/F     | LG14舖旁           |
| \| 南翼地下低層（LG/F） \| | LG/F     | LG15舖旁           |
| \| 南翼地下低層（LG/F） \| | LG/F     | LG17舖旁           |
| \| 南翼地下低層（LG/F） \| | LG/F     | LG21舖及LG22舖之間 |
| \| 南翼地下低層（LG/F） \| | LG/F     | LG24舖及LG25舖之間 |
| 北翼地下                   | G/F      | G02舖及G03舖之間   |
| 北翼地下                   | G/F      | G08舖旁            |
| 北翼地下                   | G/F      | G08舖旁            |
| 南翼地下低層（LG/F）       |          |                    |

## 商場圖片

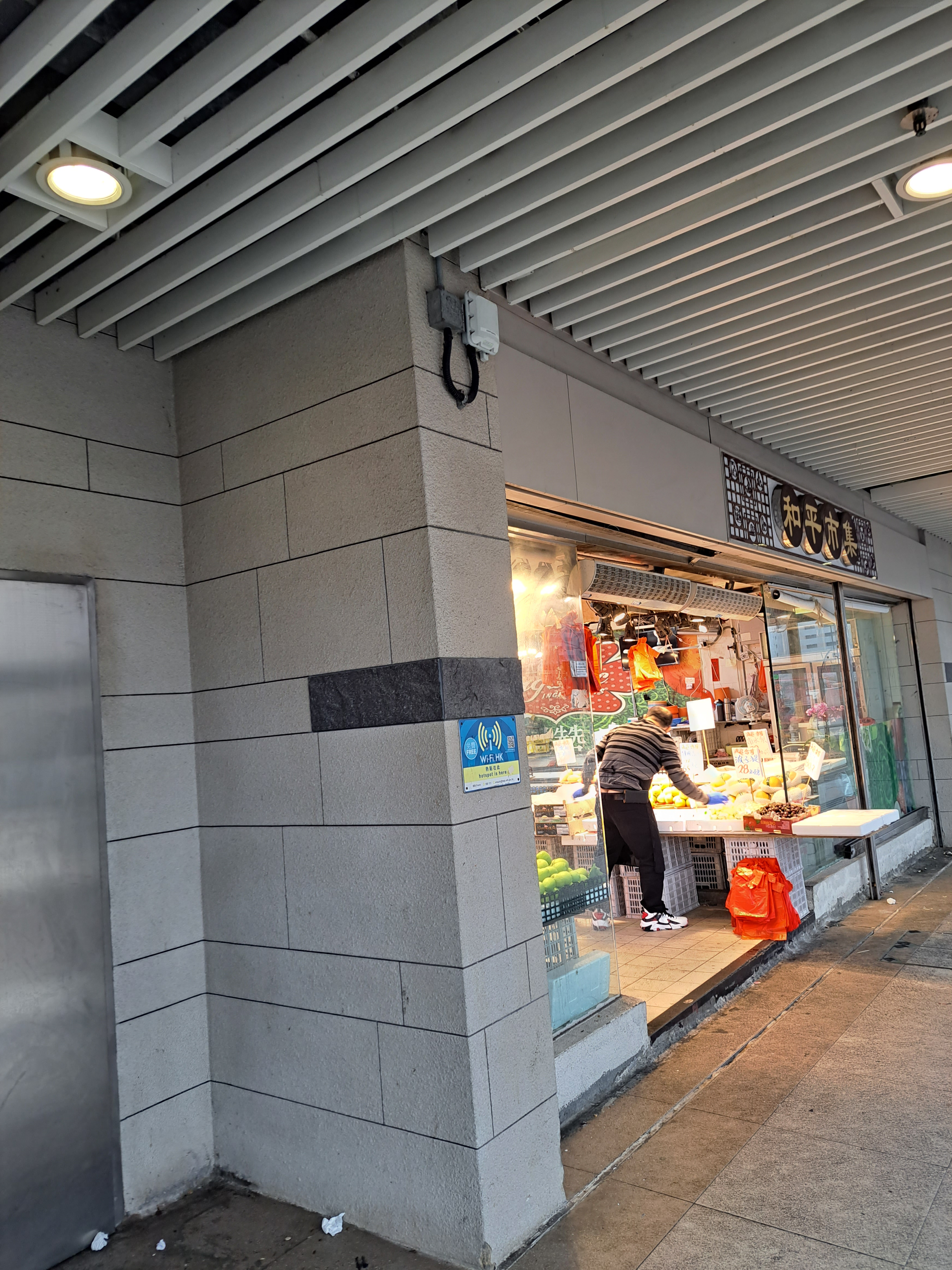
位於LG17號舖旁，設有一個WIFI熱點。（2024年3月）
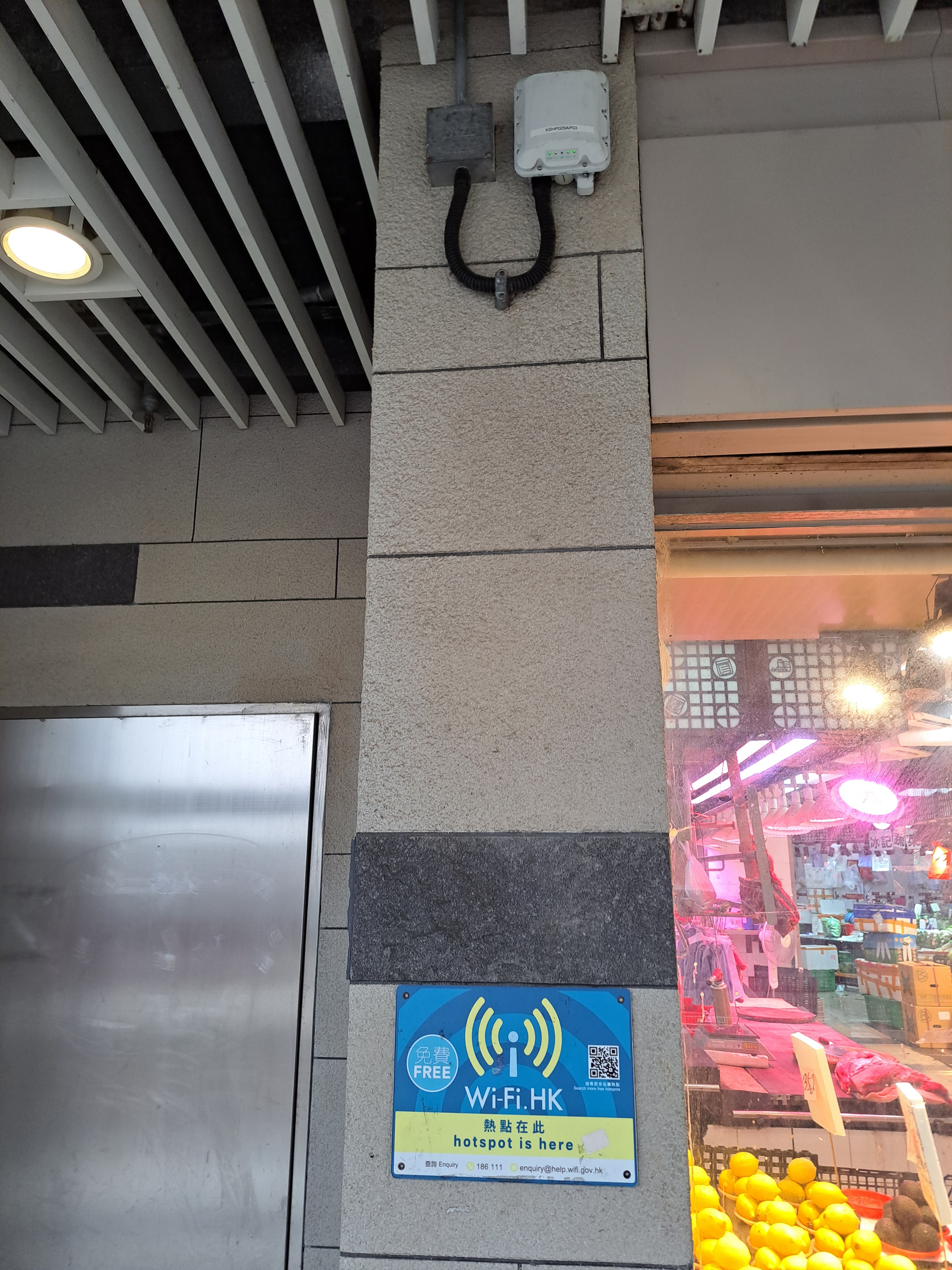
位於LG17號舖旁，設有一個WIFI熱點。（2024年3月）